# Tim Brown (football)
Pour les articles homonymes, voir Timothy Brown et Brown.
Timothy Brown, connu sous le nom Tim Brown, né le 6 mars 1981 à Congleton, est un footballeur international néo-zélandais évoluant au poste de milieu relayeur.

## Biographie
Il est sélectionné pour la première fois en équipe de Nouvelle-Zélande de football en 2004 et fait partie du groupe des vingt-trois sélectionnés pour la Coupe du monde de football de 2010.
Le 26 mai 2012, Tim Brown et Baichung Bhutia et assistent à la cérémonie inaugurale de la 18e Gyalyum Chenmo Memorial Gold Cup organisée par l'Association nationale de football tibétaine à Dharamsala en Inde. Le même jour, ils rendent visite au 17e karmapa dans sa résidence de Gyuto à Sidhbari.